# Refranes o proverbios en romance

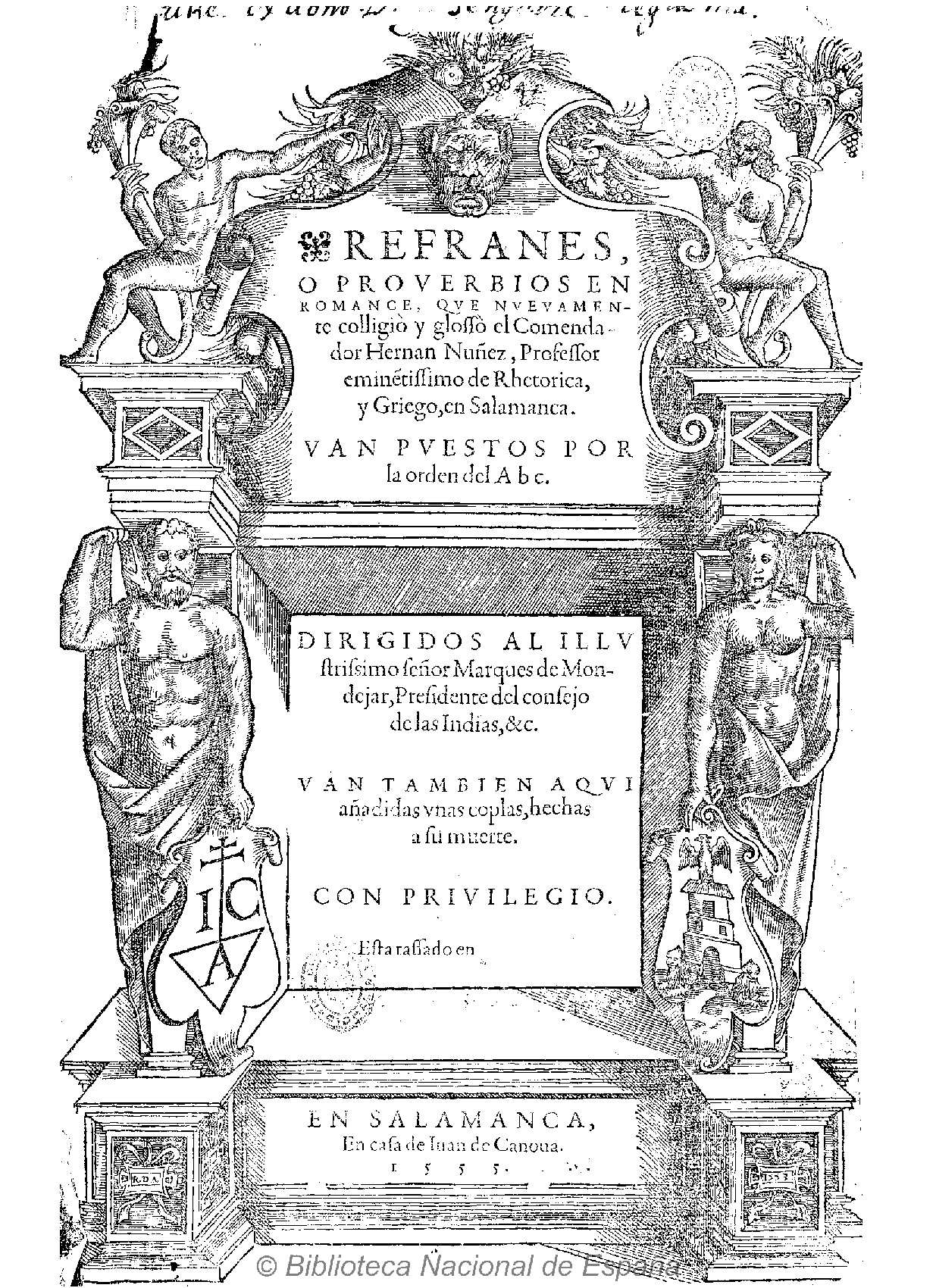
Refranes, o proverbios en romance von Hernán Núñez (Titelseite der Erstausgabe, Salamanca 1555).

Die Refranes o proverbios en romance (deutsch etwa: Sprüche oder Sprichwörter auf romanisch) sind eine spanische Sammlung von Sprichwörtern – insbesondere kastilischer Sprichwörter – von Hernán Núñez el Pinciano. „Sie bilden den Kern aller späteren Sprichwörtersammlungen“. Es ist ein Beispiel für den Geschmack an Weisheitsliteratur in den romanischen Sprachen, wie er während der Renaissance vorherrschte.

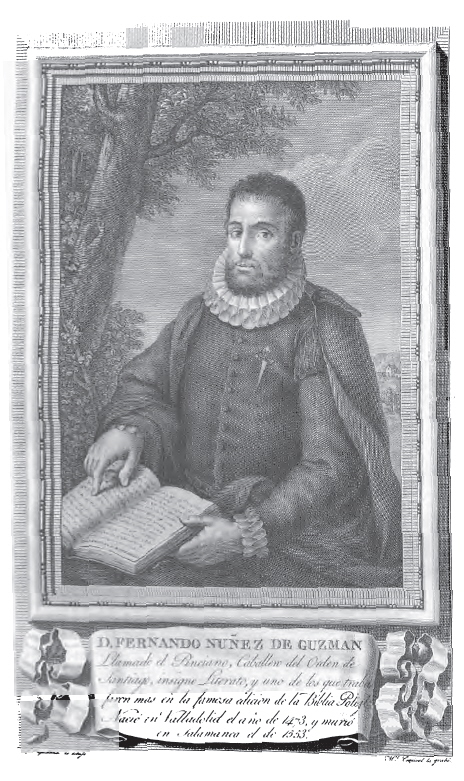
Hernán Núñez (1475–1553)

Hernán Núñez, el Pinciano (1475–1553) war ein spanischer Humanist, klassischer Philologe und Polyglott. Er studierte Hebräisch und Arabisch sowie klassische Sprachen. Kardinal Gonzalo Ximénez de Cisneros (1436–1517) stellte ihn als Zensor der Kardinalpresse in Alcalá de Henares (die in der Römerzeit Complutum hieß) ein, und dort arbeitete Nuñez an der Complutensische Polyglotte (Biblia políglota complutense), der ersten gedruckten Polyglotte der vollständigen Bibel. Anschließend beendete Nuñez seine Karriere in Salamanca als Professor für Rhetorik und für Griechisch an der Universität.
Dieser erst nach seinem Tod veröffentlichte Text (Salamanca: Juan de Canova, 1555) gilt als eines der umfassendsten und monumentalsten Sprichwörterwerke, da er fast 2000 Sprichwörter in zahlreichen Sprachen enthält, neben den Sprichwörtern in der kastilischen Sprache auch solche aus den Sprachen Katalanisch, Galicisch, Portugiesisch, Französisch, Italienisch, Asturisch, Aragonesisch, Lateinisch und Griechisch. Das Werk war sehr beliebt und wurde mehrmals nachgedruckt. Es war wegen der antiklerikalen Natur einiger Sprichwörter umstritten und erschien schließlich zensiert. In einigen späteren Ausgaben fehlen die obszöneren Sprichwörter.
Der große englische Spanienkenner Richard Ford (1796–1858) erwähnt die Sammlung in seinem Handbuch für Spanienreisende als große literarische Leistung.

## Beispiele
Textbeispiele in der Schreibung der Erstausgabe (1555).
| Quien con tosco ha de entẽder, mucho seso ha de tener. | Wer mit Grobklötzigen umgehen muß, braucht viel Verstand. |

| Cantar en la yglesia, llorar en casa. | Singen in der Kirche, Weinen zu Hause. |

| Cacarear, y no poner hueuo. | Gackern, aber keine Eier legen. |

| Lo que la loba hace, al lobo aplaze. | Was die Wölfin tut, gefällt dem Wolf. |

| Mas tiran tetas, que exes, ni carretas. | Zwei Titten ziehen stärker als Achse und Karren. |